# Herbert Büchs
Herbert Büchs (20 novembre 1913 – 19 mai 1996) est un lieutenant général des forces aériennes de la République fédérale d'Allemagne. Membre de la Luftwaffe pendant la Seconde Guerre mondiale, il a été officier d'état-major auprès de OKW, comme second adjudant du général Alfred Jodl, avec le grade de major. Il est connu pour avoir fait partie des victimes de l'attentat du 20 juillet 1944 contre Adolf Hitler, au cours duquel il fut blessé.

## Biographie
Né à Beuthen en Haute Silésie, il y obtient en 1933 son diplôme d'études secondaires dans un établissement d'enseignement catholique. Il étudie ensuite l'économie aux universités de  Graz et de Munich. Il rejoint la Luftwaffe en 1935 et devient pilote de chasse. En 1939, lors du déclenchement du conflit, il est officier des opérations. En juin 1941, au cours de l'opération Barbarossa, lors d'une mission à bord d'un Junkers Ju 88, il est grièvement blessé au bras par un tir de mitrailleuse. Le 1er novembre 1943 il est nommé officier d'état-major auprès de l'OKH. Dans ce cadre, il fait un rapport quotidien sur la guerre aérienne ; à une occasion, il doit rapporter la perte de 300 appareils.
En juin 1946, il témoigne au procès de Nuremberg. Il travaille ensuite comme ingénieur civil sur des projets au Moyen-Orient. En 1957, il rejoint la Bundeswehr comme instructeur de techniques aériennes. Plus tard, il devient directeur adjoint de la force aérienne, puis chef d'état-major adjoint de la Bundeswehr.